# Oxyepoecus daguerrei
Oxyepoecus daguerrei é uma espécie de insecto da família Formicidae.
É endémica da Argentina.